# Jaroslav Cuhra
Jaroslav Cuhra (13. dubna 1904 Čestice – 10. července 1974 Karlovy Vary) byl český architekt, křesťanský politik, odbojář a politický vězeň.

## Život
Narodil se v selské rodině, která se brzy přestěhovala do Plzně. Vystudoval architekturu na České technice v Praze a pracoval jako samostatný architekt. Roku 1934 se zúčastnil soutěže na stavbu kostela na Spořilově a projektoval kostel v Plzni - Skvrňanech, který však nebyl dostavěn. Za války pracoval pro odbojové vedení ÚVOD, jeho bratr Josef byl umučen v Osvětimi. Jaroslav zajišťoval spojení mezi Plzní a Prahou a 10. června 1942 jednal s farářem V. Petřekem o ubytování parašutisty Valčíka v Plzni; Valčík se však rozhodl, že zůstane s ostatními.
Po válce byl Cuhra poslancem Zemského národního výboru za ČSL a náměstkem ministra techniky. V této funkci měl na starosti obnovu československého průmyslu a zejména výstavbu továrny na penicilin v Roztokách u Prahy. Jako známý odpůrce komunismu byl už v dubnu a pak v listopadu 1948 zatčen a v roce 1950 ve vykonstruovaném procesu odsouzen za velezradu na 12 let vězení. Po deseti letech na Borech, na Mírově a v jáchymovských dolech byl roku 1960 amnestován, ale už v červnu 1961 znovu zatčen a odsouzen na 8 let za přípravu křesťanskodemokratické strany. Pro své spoluvězně ve Valdicích pořádal přednášky o své politické filosofii, které se jako motáky podařilo propašovat ven. Podruhé byl amnestován roku 1966, roku 1968 působil v K 231 a snažil se o obnovu ČSL. Zemřel u dcery v Karlových Varech a je pochován na břevnovském hřbitově.

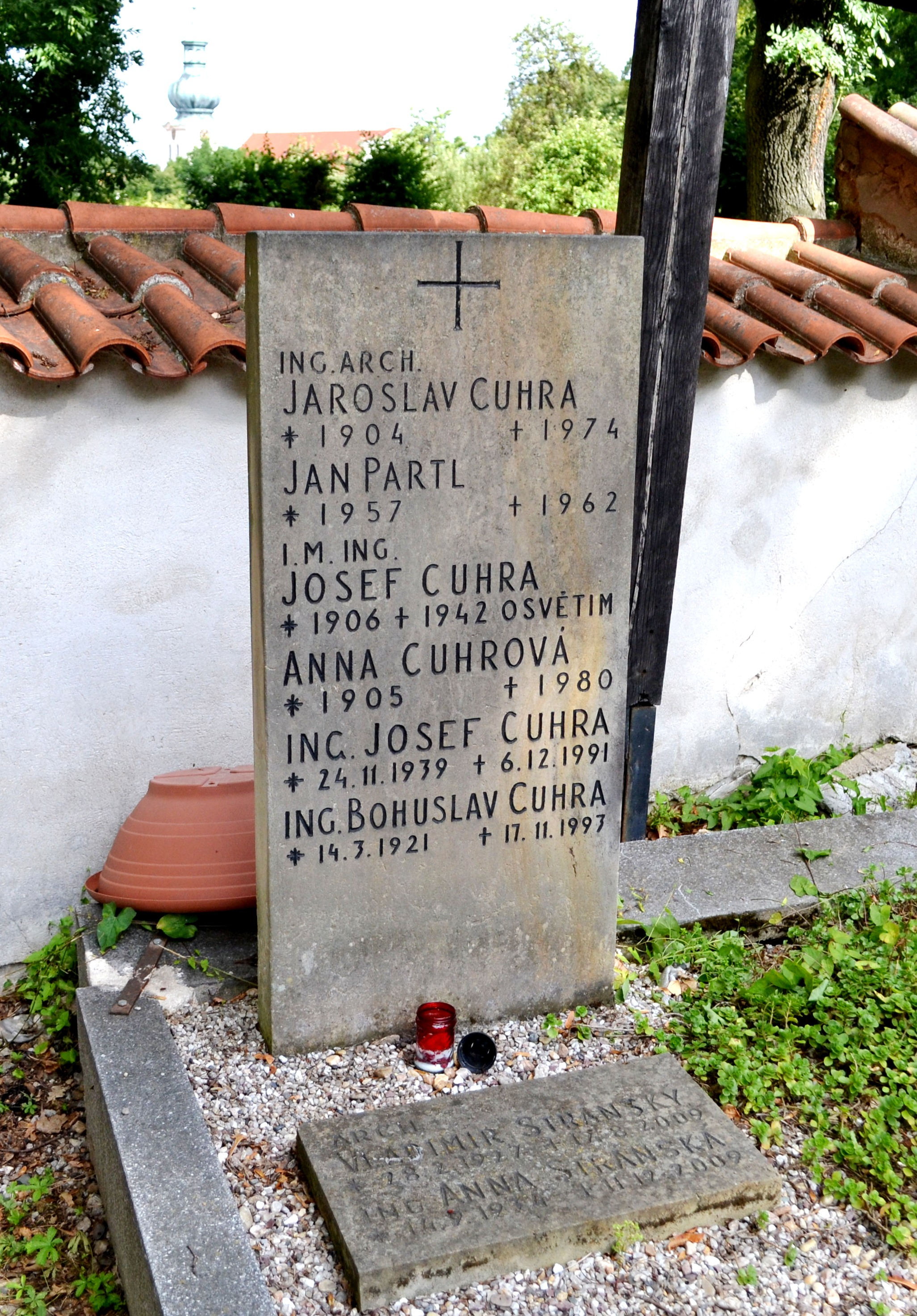
Hrob na hřbitově v Praze 6 – Břevnově

Jeho synem byl Jaroslav Cuhra mladší (1936–2024), projektant, za normalizace disident a signatář Charty 77, politik za Křesťanskou a demokratickou unii - Československou stranu lidovou a poslanec Sněmovny národů a Sněmovny lidu Federálního shromáždění po sametové revoluci.